# Sächsischer Hof (Weimar)

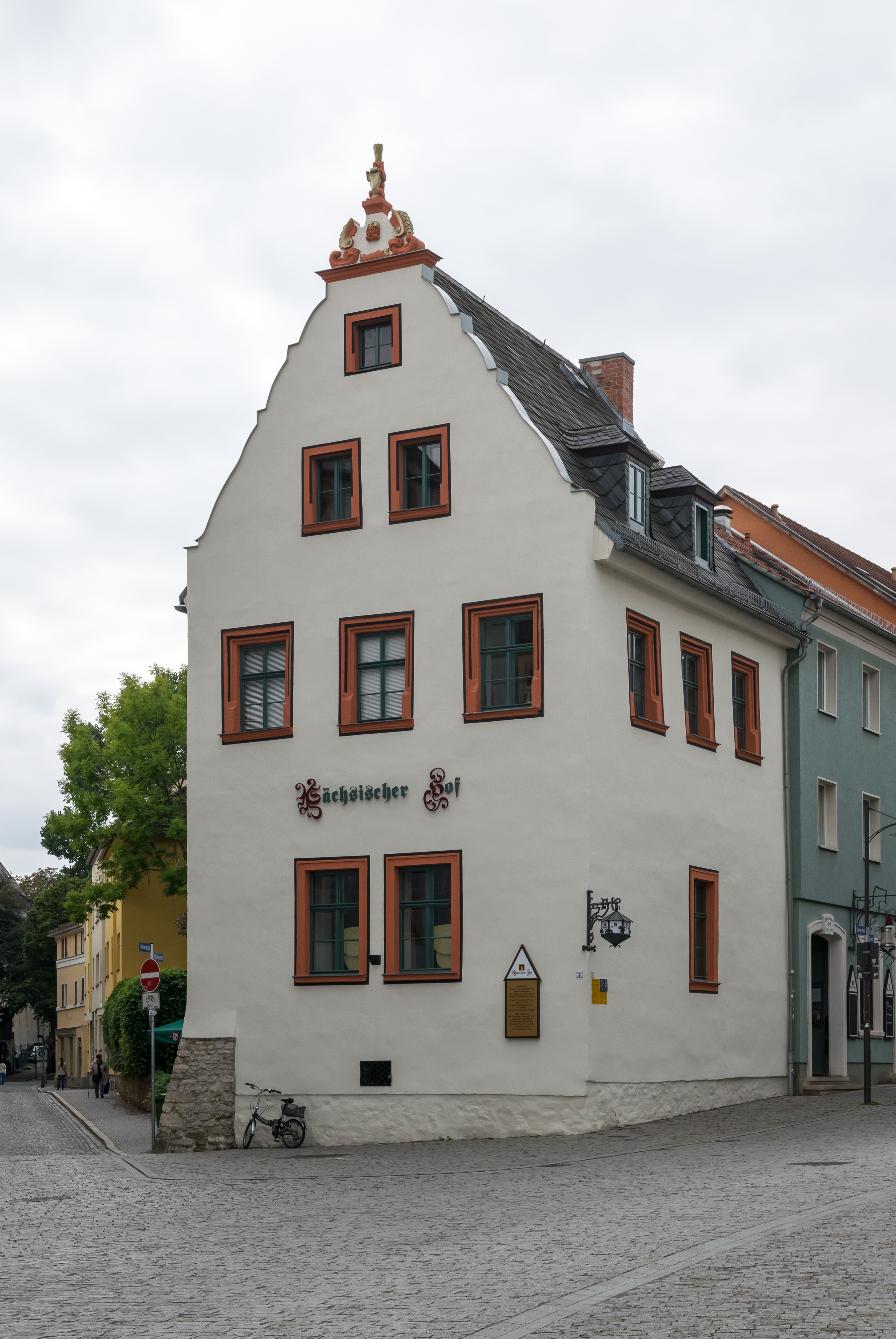
Sächsischer Hof mit dem Renaissancegiebel

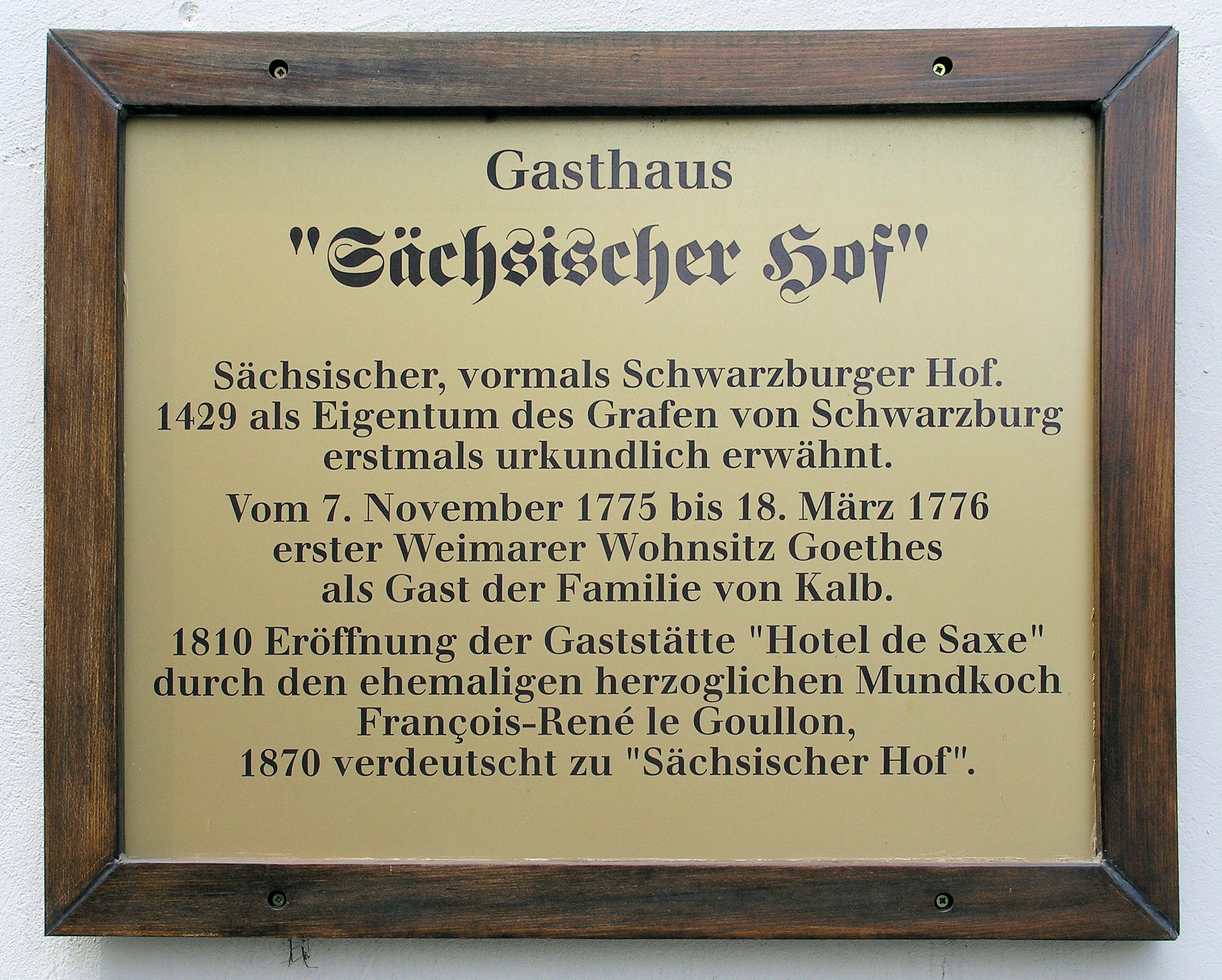
Gedenktafel am Sächsischen Hof

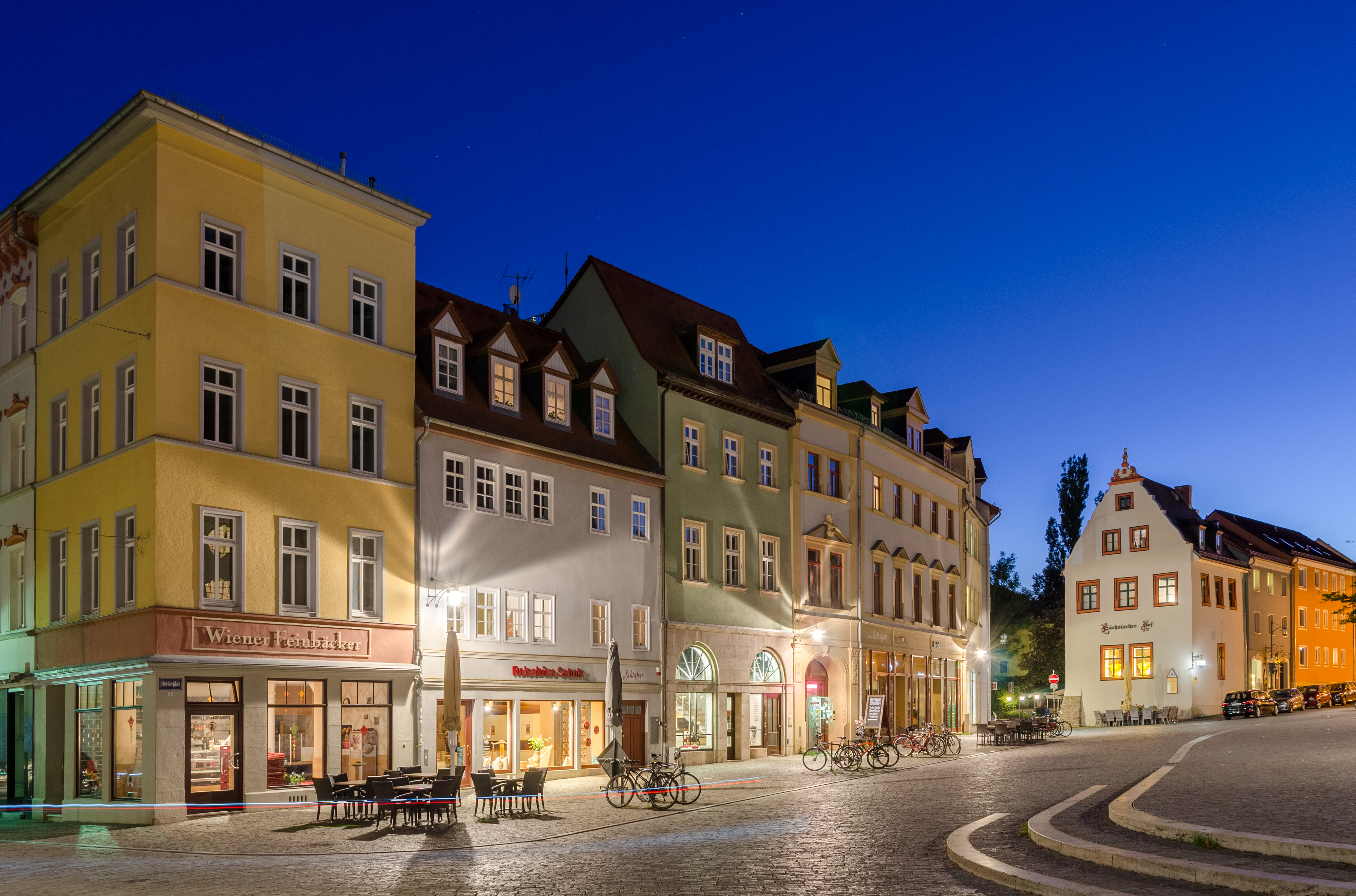
Herderplatz mit dem Restaurant „Sächsischer Hof“ mit seinem Renaissancegiebel im Hintergrund

Der als Sächsischer Hof bezeichnete Gasthof befindet sich in Weimar am Herderplatz zwischen Rittergasse und Eisfeld mitten in der Altstadt. Er selbst trägt die Hausnummer Eisfeld 12. 
Er ist eines der ältesten Gebäude Weimars. Erstmals wurde er 1429 anlässlich eines Besitzerwechsels vom Deutschritterorden zu den Grafen von Schwarzburg erwähnt. Zeitweilig hieß er daher auch „Schwarzburger Hof“. Im Jahre 1809 kaufte der herzogliche Mundkoch François Le Goullon dieses Haus und eröffnete 1810 darin unter dem Namen „Hotel de Saxe“ eine Gaststätte. In diesem Gebäude hatte nach seiner Ankunft in Weimar Johann Wolfgang Goethe vom 7. November 1775 bis zum 18. März 1776 seinen ersten Wohnsitz bei der Familie von Kalb.
Im Zweiten Weltkrieg wurde das Gebäude schwer beschädigt. Der würfelförmige Teil mit dem Renaissancegiebel zum Herderplatz hin wurde Anfang der 1950er Jahre originalgetreu wieder aufgebaut, der rückwärtige Teil jedoch als Neubau ausgeführt. Die Umbenennung in Sächsischer Hof erfolgte 1870. Für den herzoglichen Mundkoch de Goullon wurde am Sächsischen Hof eine Gedenktafel angebracht.
Der Sächsische Hof besitzt einen Biergarten und bietet Übernachtungsmöglichkeiten.
Der gesamte Herderplatz steht auf der Liste der Kulturdenkmale in Weimar (Sachgesamtheiten und Ensembles). Damit ist auch der Sächsische Hof inbegriffen.